# Selepa celtis
Selepa celtis är en fjärilsart som beskrevs av Moore 1858. Selepa celtis ingår i släktet Selepa och familjen trågspinnare. Inga underarter finns listade i Catalogue of Life.